# Ардуманиш

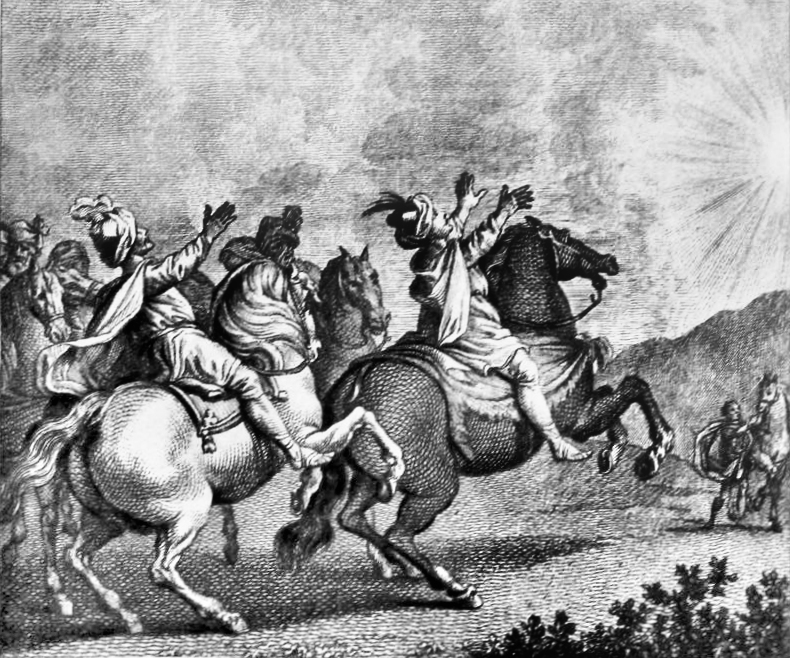
Дарий и пять других заговорщиков встречают солнце

Ардуманиш (др.-перс.ARDUMANIŠ) — один из семи знатных персов, принявших участие вместе с Дарием I в убийстве Лже-Смердиса (или Бардии).

## Биография
По замечанию П. Лекока, значение имени Ардуманиша точно неизвестно. «Ардуманиш, сын Вахауки, перс» упоминается в Бехистунской надписи наряду с шестью другими знатными персидскими вельможами, принявшими участие в убийстве Лже-Смердиса (или Бардии). В своей автобиографии Дарий обращается к будущим правителям: «Ты, который станешь царём в будущем, береги семьи эти людей». Однако о потомках Ардуманиша в исторических источниках прямо не сообщается.
Геродот в своём труде при описании данных событий называет имя Аспатина, на что обращают внимание, в частности, Дандамаев М. А. и Орлов В. П. Возможно, это одно и то же лицо: так, по замечанию британских учёных, авторов «Кембриджской античной истории», только имя Ардуманиша было передано «отцом истории» неверно — из-за трудности его произношения. Однако имя Аспатина как особы, приближённой к царю, также упоминается в других надписях, созданных во времена Дария, из-за чего и могла возникнуть ошибка Геродота. Струве В. В. по этому поводу отметил, что «из-за славы вельможи» Аспатина и произошла эта замена в исторической традиции V века до н. э.
Ктесий же говорит о Бариссе.

## Образ в искусстве
- Ардуманиш является одним из героев романа В. Поротникова «Дарий» и повестей Ю. Белова «Горькое вино Нисы» и Б. Жандарбекова «Подвиг Ширака».

### Первичные источники
- DB.IV.86.
- Геродот. История (III.70,78)
- Ктесий. Персика[англ.] (14)

### Исследования
- Дандамаев М. А. Политическая история Ахеменидской державы. — М., 1985. С. 77.
- Струве В. В. Датировка Бехистунской надписи // «Вестник древней истории», 1952, № 1. С. 35.
- Орлов В. П. Шесть знатных персов и их потомки при Дарии I: положение персидской аристократии в Ахеменидской империи // Учёные записки Казанского университета. Серия Гуманитарные науки. — 2016. Т. 158, книга 3. С. 776.
- Олмстед А. История персидской империи. — М., 2012. — ISBN 978-5-9524-4993-0.
- Boardman J., Hammond N., Lewis D., Ostwald M. The Cambridge Ancient Hystory. IV. Persia, Greece and The Western Mediterranean c. 525 to 479 B.C. — Cambridge, 1988. P. 54.